# Mythimna biundulata
Mythimna biundulata là một loài bướm đêm trong họ Noctuidae.